# 新潟県立吉田病院附属看護専門学校
新潟県立吉田病院附属看護専門学校（にいがたけんりつよしだびょういんふぞくかんごせんもんがっこう）は、新潟県燕市に所在する看護学校。

## 概要
准看護師から看護師を養成する。

## 沿革
1965年、新潟県立吉田病院附属准看護学院として開校。1968年、准看護師を対象とした看護師の養成へと転換した。1977年、新潟県立吉田病院附属看護専門学校に改称。

### 年表
- 1965年開校[4]。
- 2023年度の入学者は定員50人に対して8人[4]。
- 2024年度より募集停止[4]。
- 2025年度末に閉校[4]。

## 教育理念
准看護師である学習者を対象とし、学習者自らの能力を最大限に発揮し、質の高い看護を提供できる専門職業人を育成する。